# William Archer Price
William Archer Price (1866 – 24. ledna 1948) byl novozélandský fotograf, nejznámější svými tisíci fotografiemi, které pořídil na Novém Zélandu.

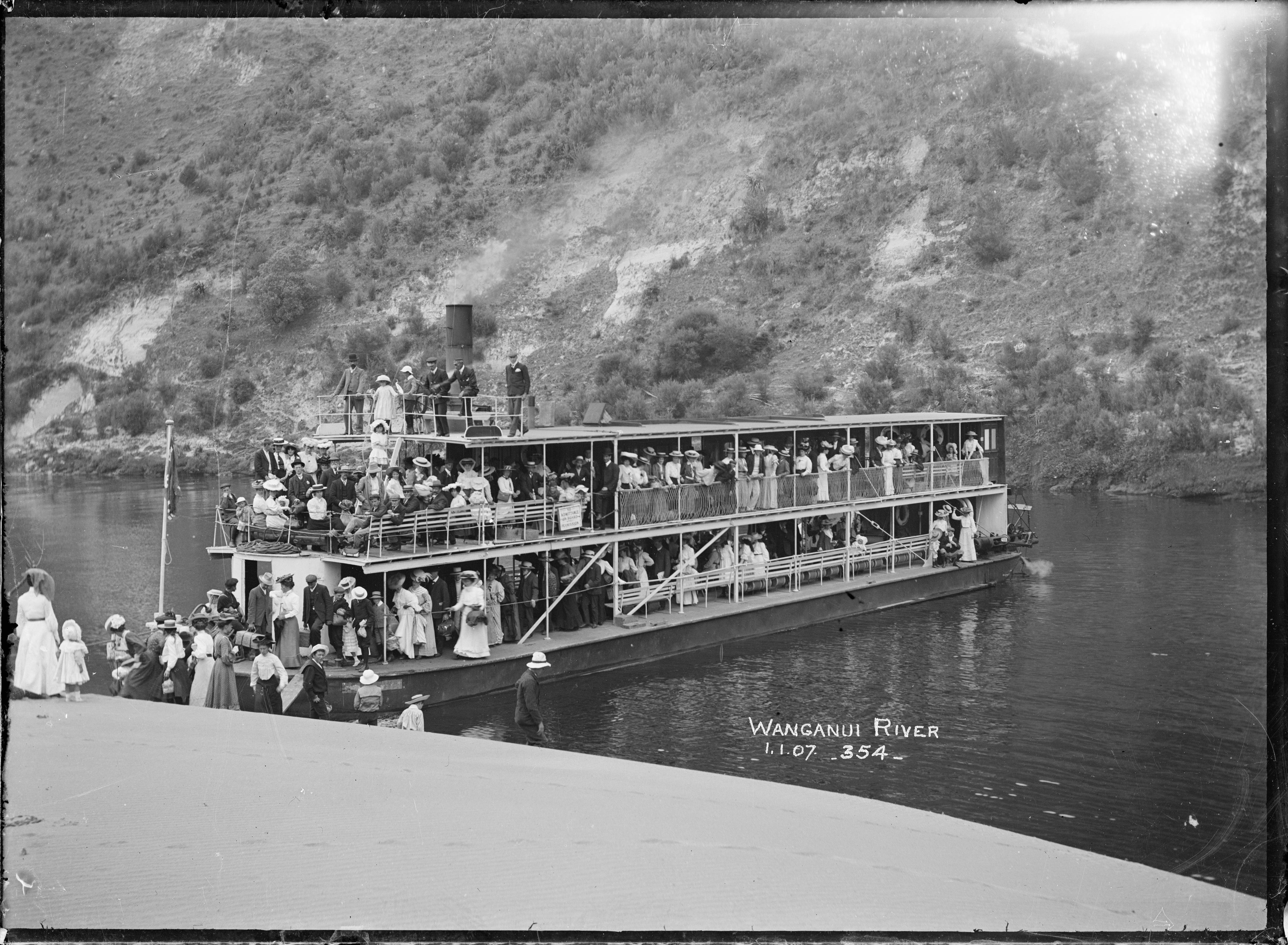
Kolesový parník Manuwai a cestující na řece Whanganui. Možná je to jedna z fotografií, která získala zmínku W. A. Price v roce 1906

## Životopis
V roce 1906 už byl uváděn jako fotograf a zhruba v té době začal vydávat pohlednice. Rané pohlednice tiskla společnost "The W.A.P. Color Photographic Series, Wanganui Photo Co NZ", která se v roce 1908 přejmenovala na "Wanganui Photo Co, Northcote, Auckland, NZ" a poté "W.A. Price Photo Co". Původně sídlil ve Whanganui, než se kolem roku 1909 přestěhoval do Queen Street v Northcote. V roce 1911 se přestěhoval do 21 Masons Ave Ponsonby . Od roku 1920 do roku 1923 spolupracoval s Alfredem Georgem Jasperem, jako Price Photo Co., ačkoli toto jméno bylo používáno přinejmenším od roku 1909, kdy bylo velmi významné, v roce 1913 působili v Herne Bay a v roce 1917 v Ponsonby. Měli studio na 300 Ponsonby Road, kde byla v roce 1928 jejich místnost, kde vyvolávali fotografie zničena požárem, i když se zdá, že tento název nadále používali ještě několik let.
Pamětní deska na hřbitově Purewa zaznamenává jeho smrt a také smrt Edithy Priceové, která zemřela 23. srpna 1966.

## Galerie

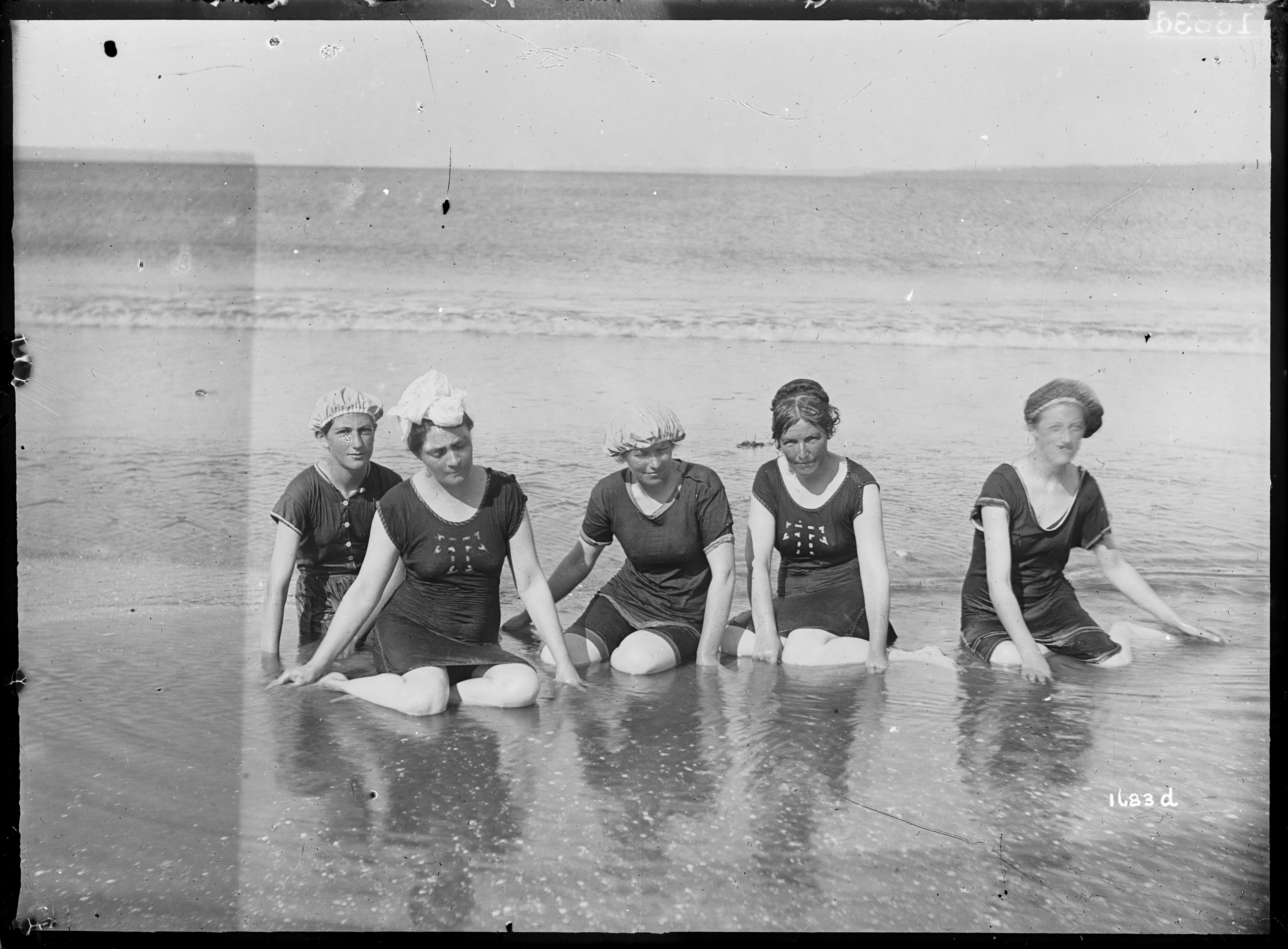
Bathing in the sea
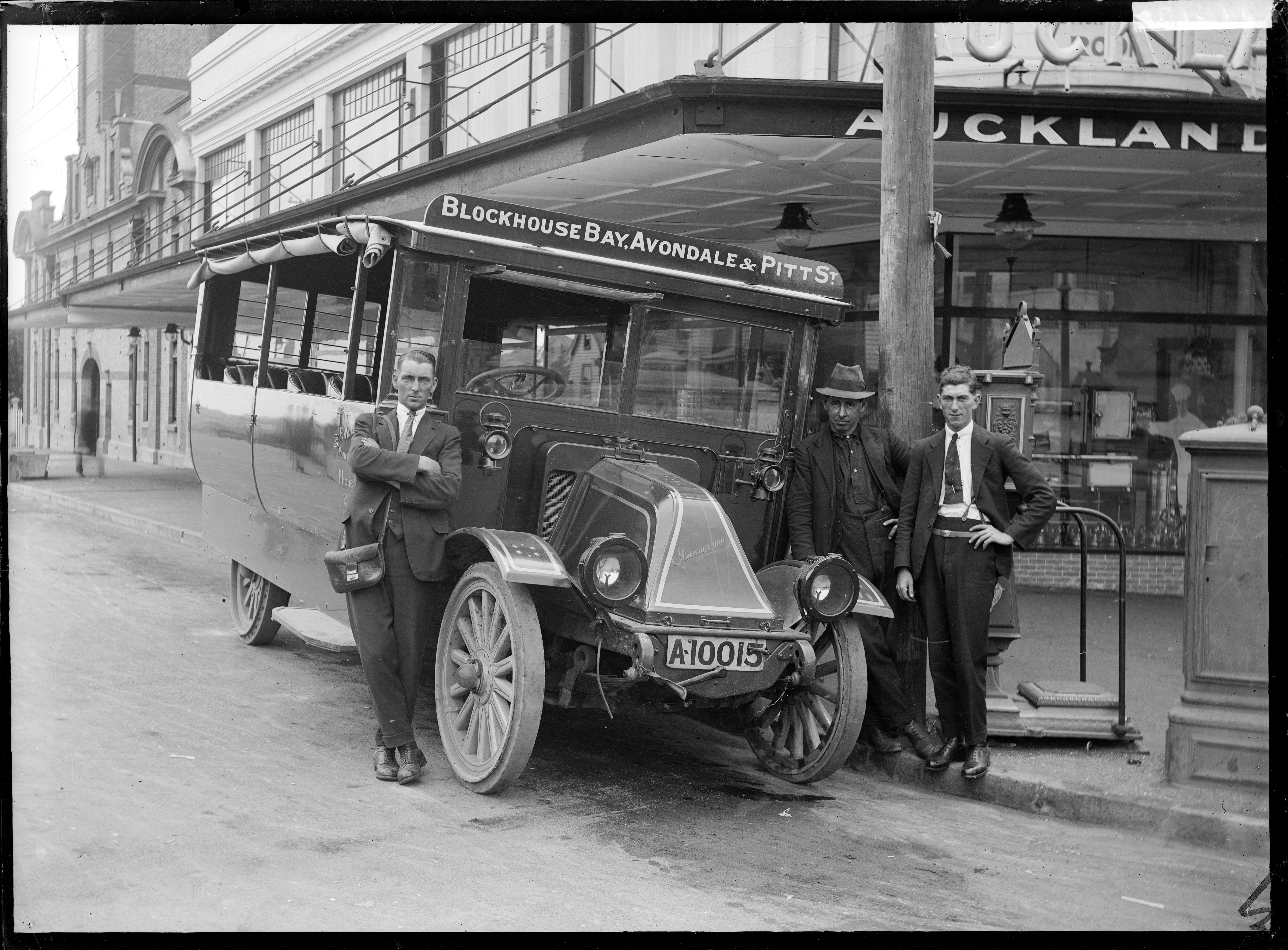
Blockhouse Bay, Avondale and Pitt Street bus and driver, Auckland
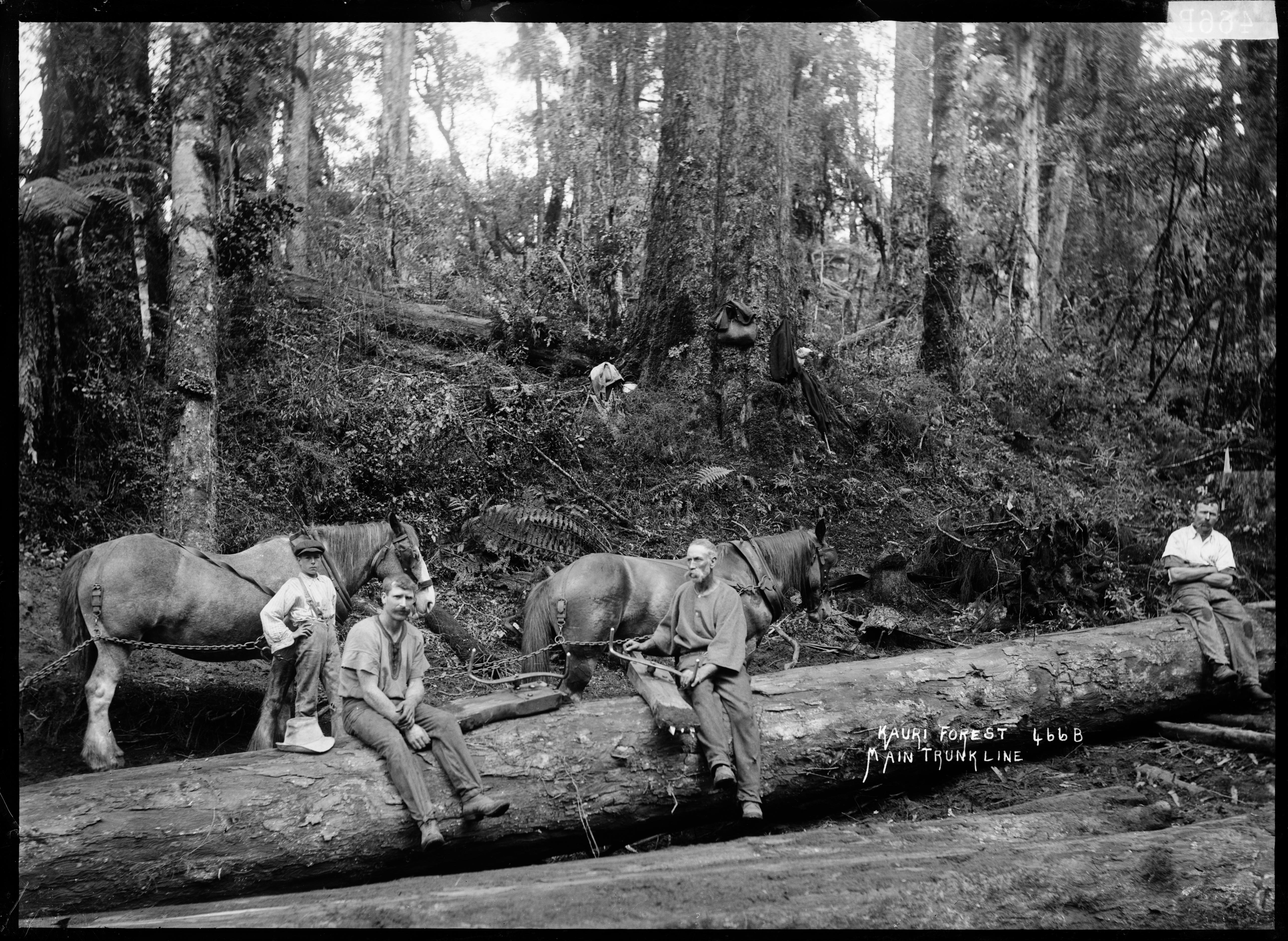
Kauri forest, main trunk line, North Island
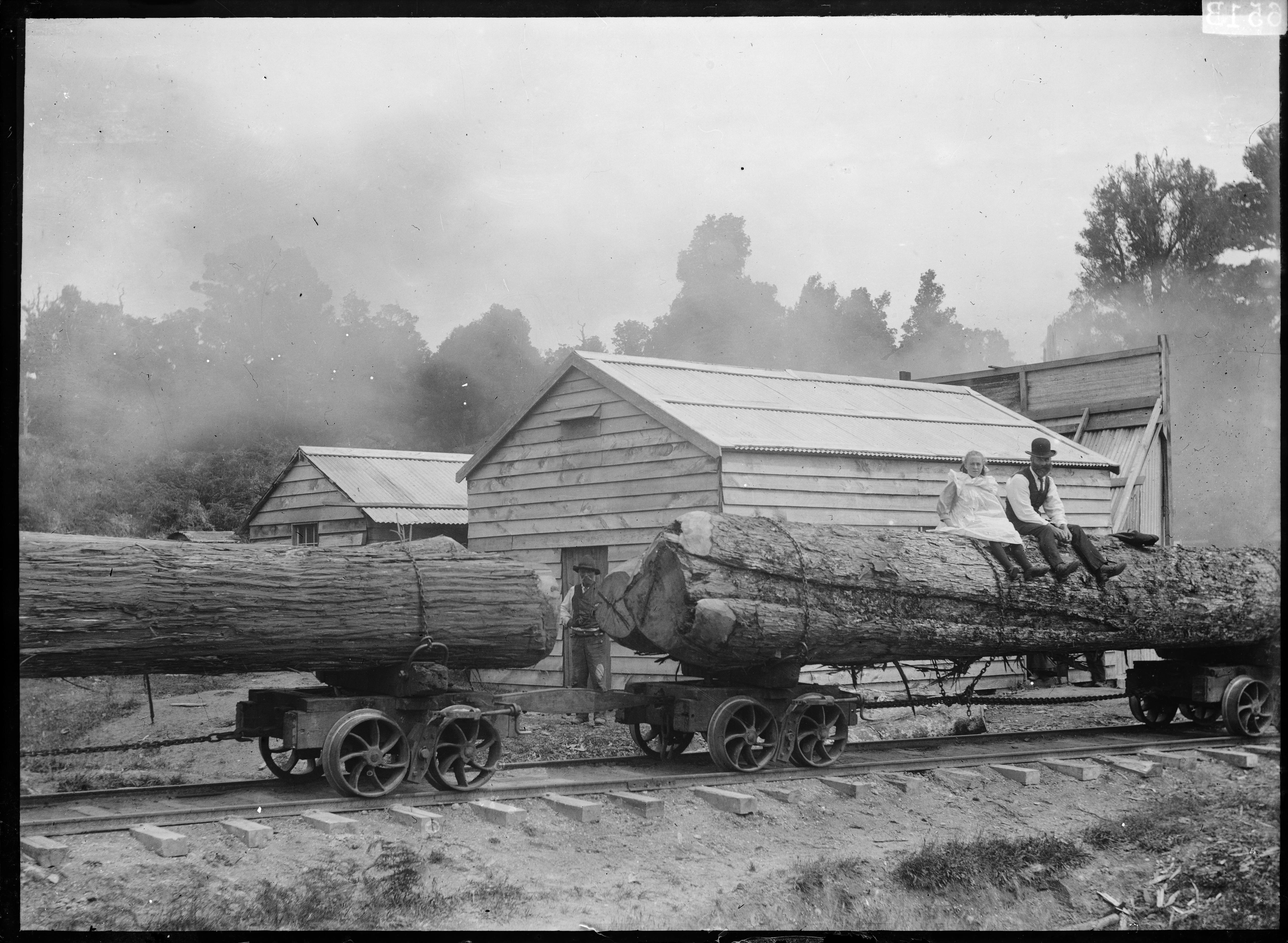
Logs on railway bogies
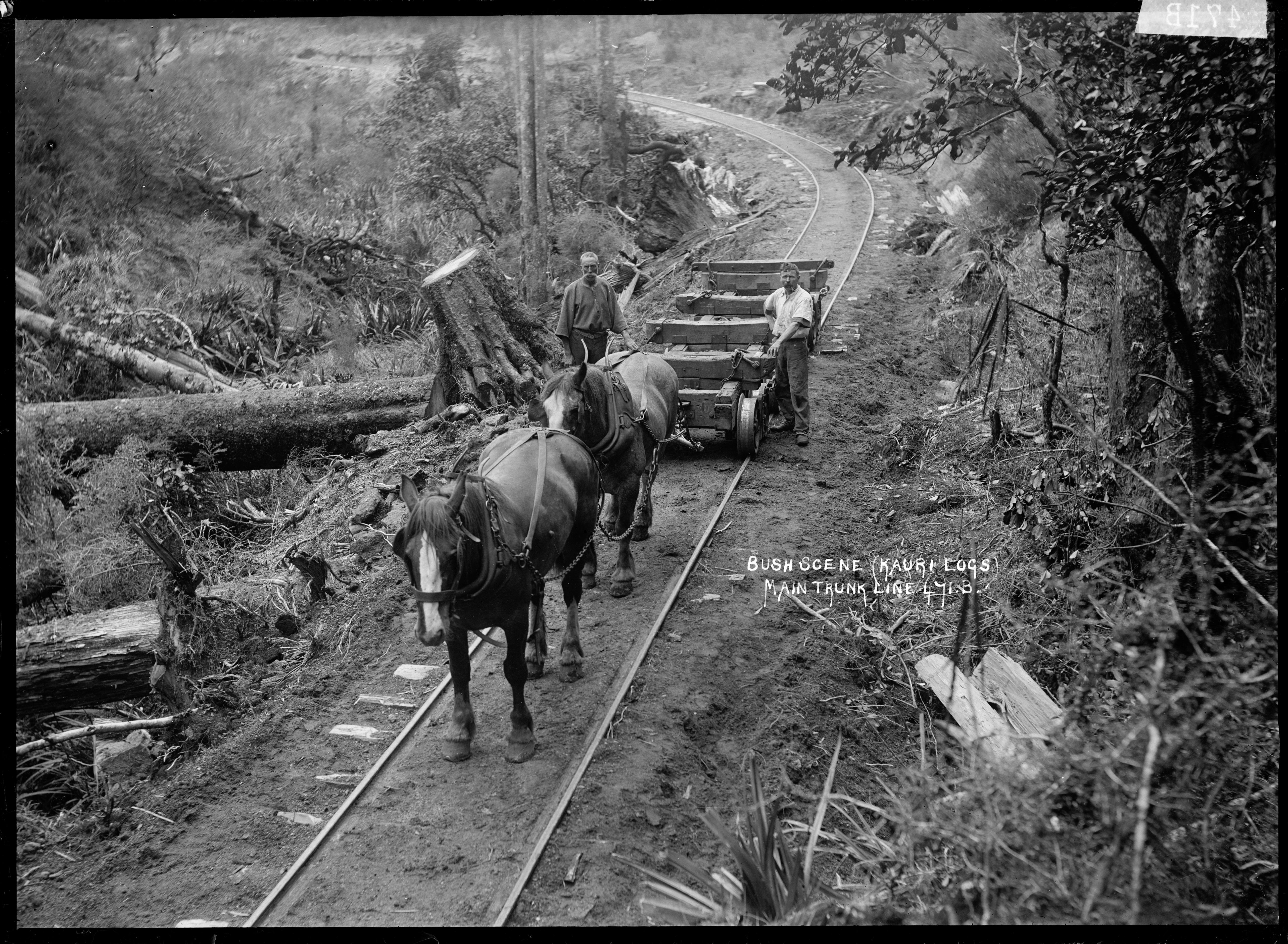
Men with an empty wagon on a bush railway track
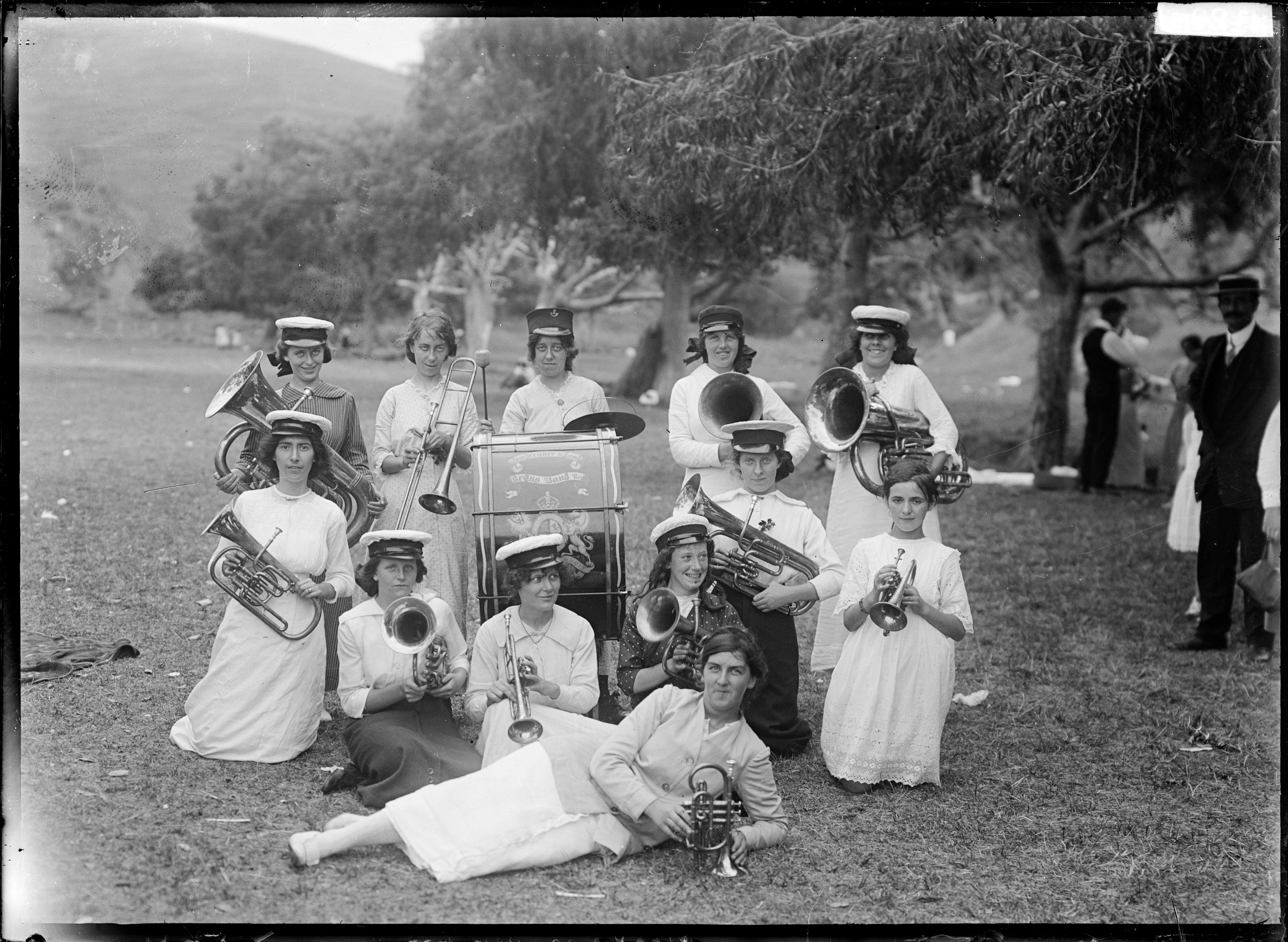
Temperance Ladies' Brass Band, possibly in Auckland, ca 1910s
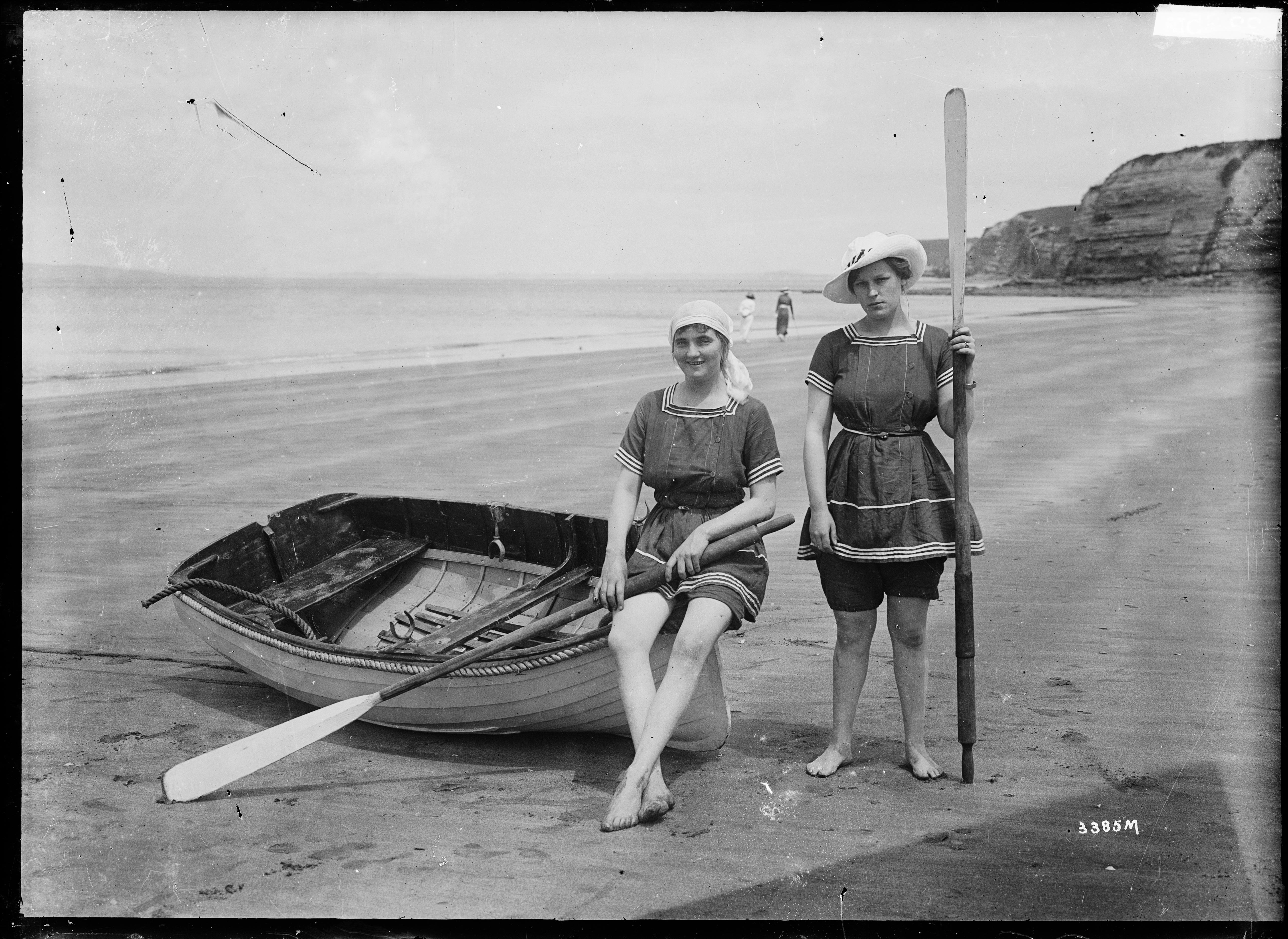
Two women in bathing costumes
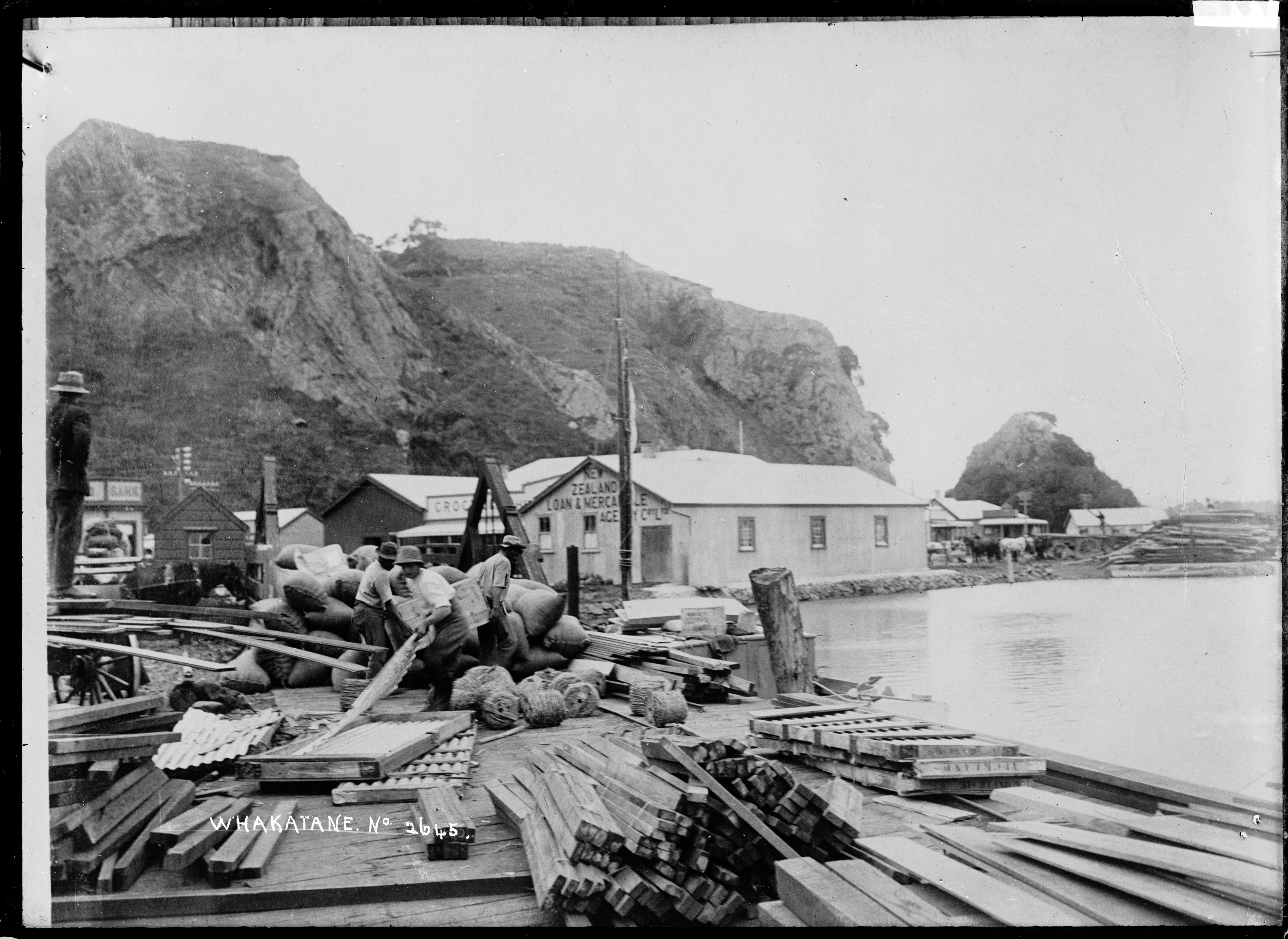
Wharf at Whakatane